# Campeonato de Wimbledon 1925
La edición 45.º del Campeonato de Wimbledon se celebró entre el 22 de junio y el 4 de julio de 1925 en las pistas del All England Lawn Tennis and Croquet Club de Wimbledon, Londres, Inglaterra.
El cuadro individual masculino lo iniciaron 126 jugadores mientras que el femenino lo iniciaron 64 tenistas.

## Hechos destacados
En la competición individual masculina se impuso el francés René Lacoste logrando el primer título que obtendría en el torneo al imponerse en la final al francés Jean Borotra.
En la competición individual femenina la victoria fue para la francesa Suzanne Lenglen logrando el sexto título que obtendría en Wimbledon al imponerse a la británica Joan Fry Lakeman.

## Palmarés
| Seniors              | Vencedor                       | Resultado                | Finalista                          | Finalista |
| -------------------- | ------------------------------ | ------------------------ | ---------------------------------- | --------- |
| Individual masculino | René Lacoste                   | 6–3, 6–3, 4–6, 8–6       | Jean Borotra                       |           |
| Individual femenino  | Suzanne Lenglen                | 6–2, 6–0                 | Joan Fry Lakeman                   |           |
| Dobles masculino     | René Lacoste Jean Borotra      | 6–4, 11–9, 4–6, 1–6, 6–3 | John F. Hennessey Raymond Casey    |           |
| Dobles femenino      | Suzanne Lenglen Elizabeth Ryan | 6–2, 6–2                 | A.V. Bridge Mary McIlquham         |           |
| Dobles mixto         | Suzanne Lenglen Jean Borotra   | 6–3, 6–3                 | Elizabeth Ryan Umberto de Morpurgo |           |

## Cuadros Finales

### Torneo individual  femenino
| Predecesor: 1924                         | Campeonato de Wimbledon 1925 | Sucesor: 1926                                       |
| Predecesor: Torneo de Roland Garros 1925 | Grand Slam 1925              | Sucesor: Campeonato nacional de Estados Unidos 1925 |

- Datos: Q219459